# صحیفه سجادیه
کتاب صحیفه‌ی سجّادیه، مجموعه‌ای از دعاها و مناجات منسوب به امام چهارم شیعیان، علی بن الحسین است.
صحیفه‌ی سجّادیه، مجموعه‌ای از ۵۴ دعا و نیایش است که سجاد املا کرده و باقر و برادرش زید بن علی آن را در دو نسخه نوشته‌اند. این کتاب به «انجیل اهل بیت» و «زبور آل محمد» و «اخت القرآن» معروف است.
اولین راوی این صحیفه، متوکل بن هارون بلخی، از اصحاب جعفر صادق است. صحیفه‌ی سجّادیه نخستین بار توسط ویلیام چیتیک به زبان انگلیسی ترجمه شده‌است.

## ویژگی‌ها
این کتاب اگرچه در موضوع دعا و نیایش است، ولی شامل بسیاری از علوم و معارف اسلامی و عرفانی، قوانین و احکام شرعی و مسائل حساس سیاسی، اجتماعی، تربیتی و اخلاقی است که در شکل و قالب دعا سجاد بدانها اشاره کرده‌است.
ضمن اینکه امام چهارم شبعیان در فراز بیست‌وسه از دعای بیستم صحیفه چنین می‌فرمایند: «وَ أَصِبْ بی‌ سَبِیلَ الْهِدَایةِ لِلْبِرِّ فِیمَا أُنْفِقُ مِنْهُ» ؛«خدایا در امر هزینه‌کردن مال و دارایی‌ام به من نشان ده راهی را که سالکش را به بر و نیکی هدایت کند.»
شایان ذکر است که با توجه به پی بردن به اهمیت مسائل مبتلابه مردم در امور اقتصادی، موضوع رزق و روزی و کسب و کار در صحیفه‌ سجادیه، پاسخ‌گوی پرسش‌های مردم و گره‌گشای  گرفتاری‌های اقتصادی آنان در این راستا می باشد.
رسیدن به مقام ابرار به نیکوکاری و نیکو بودن از طریق انفاق و هزینه کردن مال، یک روند است؛ نه یک حادثه؛ به همین دلیل حضرت از آن به «سبیل» یاد کرده‌اند. حکایت این روند از نیاز طبیعی انسان به خوراک، پوشاک و مسکن شروع می‌شود.

## اسناد

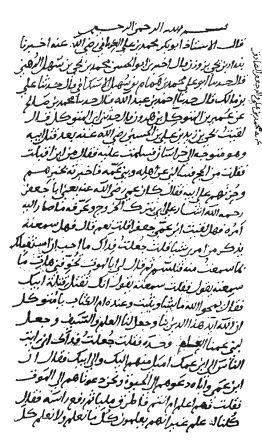
صفحهٔ نخست از قدیمی‌ترین نسخهٔ صحیفهٔ سجادیه که متعلّق به آستان قدس رضوی است و در سال ۴۱۶ قمری کتابت شده‌است.

صحیفه سجادیه کامله، مجموعه‌ای از ۷۵ دعا و نیایش بوده‌است که سجاد املا کرده و باقر و برادرش زید بن علی آن را در دو نسخه نوشته‌اند. یحیی بن زید فرزند زید بن علی در ۱۲۴ق در دیدار با متوکل بن هارون بلخی، نسخه پدرش را در اختیار او گذاشت تا به پسرعموهایش محمد و ابراهیم، فرزندان عبدالله محض بدهد.
متوکل بن هارون از اصحاب جعفر صادق است و می‌گوید: «از من ۱۱ دعا ساقط شده و من ۶۴ دعا را روایت می‌کنم». متوکل مجموعه‌ای را که در اختیار داشته به جعفر صادق عرضه کرده و با نوشته محمد باقر مقابله می‌کند و هیچ تفاوتی بین آنها نمی‌یابد. او از مجموعه ۷۵ دعای صحیفه، ۶۴ دعا را می‌نویسد که در مجموعه حاضر تنها ۵۴ دعای آن موجود است.
در روایت محمد بن احمد بن مسلم مطهری فقط ۵۴ دعا چنان‌که امروزه هم از صحیفه می‌بینیم موجود است؛ بنابراین از اصل صحیفه ۲۱ دعا افتاده‌است و در حال حاضر آنچه از صحیفه کامله سجادیه باقی‌مانده‌است، همین ۵۴ دعاست.
صحیفه از پر نسخه‌ترین کتابهای حدیثی است. نسخه‌های خطی این کتاب در ایران بیش از سه هزار نسخه است اگر چه بسیاری از این نسخ، برگرفته از نسخه مجلسی اول است و بدین سبب این نسخه‌ها تفاوت چندانی با هم ندارند. مجلسی اول تعداد طریق خود به صحیفه را بیش از ۶۵۰ هزار طریق می‌داند.
صحیفه سجادیه نخستین بار توسط ویلیام چیتیک به زبان انگلیسی ترجمه شده‌است.

## مستدرک‌های صحیفه سجادیه
با توجه به این که از ۷۵ دعای صحیفه سجادیه، ۲۱ دعا از دست رفته‌است، تعدادی از علمای بزرگ شیعه تلاش کرده‌اند با جستجو در کتاب‌های روایی و آثار به جا مانده از اصحاب، به تعدادی دیگر از ادعیه منتسب به زین العابدین دست یابند. برخی از کتبی که این دعاهای اضافه‌تر را جمع‌آوری کرده‌اند، که «مستدرک صحیفه سجادیه» نامیده می‌شوند، عبارت‌اند از:
- صحیفه ثانیه سجادیه تدوین صاحب الوسائل، شیخ حر عاملی، صاحب وسائل الشیعه.
- صحیفه‌ای دیگر تدوین شیخ محمد بن علی حرفوسی.
- صحیفه ثالثه سجادیه تدوین میرزا عبدالله اصفهانی افندی صاحب ریاض العلماء و از بهترین شاگردان علامه مجلسی.
- صحیفه رابعه سجادیه تدوین محدث نوری، صاحب مستدرک الوسائل.
- صحیفه خامسه تدوین سید محسن امین (صاحب اعیان الشیعه) که شامل ۱۸۲ دعاست.
- صحیفه سادسه تدوین شیخ صالح بن میرزا فضل‌الله مازندرانی حائری.
- صحیفه سجادیه کامله که توسط سید محمدباقر ابطحی فراهم آمده و مجموع کتابهای پیشین است.
- آنچه ملانقی زیاآبادی قزوینی (از شاگردان برجسته شیخ بهایی) با عنوان «مما یلحق به» (ملحقات صحیفه) پس از پایان ادعیه آورده‌است و مشتمل بر ۱۴ دعاست.
- صحیفه دیگری به تدوین شیخ محمد باقر بن محمد حسن بیرجندی قائمی.
- صحیفه سابعه تدوین شیخ هادی بن عباس آل کاشف الغطاء، صاحب مستدرک نهج البلاغه.
- صحیفه ثامنه تدوین میرزا علی حسینی مرعشی شهرستانی حائری.
- مجموعه‌ای به نام «الصحیفه السجادیه الجامعه» که به تألیف سید محمد باقر موحد ابطحی اصفهانی توسط مؤسسه امام مهدی (عج) در قم منتشر شده‌است. این کتاب شامل ۲۷۰ دعا و مناجات است، و حاوی همهٔ ادعیه مذکور در صحیفه‌های فوق و ادعیه «صحیفه سجادیه» اصلی است که به شکل موضوعی تنظیم شده‌است.

## شرح‌های صحیفه سجادیه
حواشی و شروح زیادی بر این کتاب نوشته شده که تعدادشان از شصت تجاوز می‌کند و از آن جمله:
- شرح محقق ثانی (به عربی است)
- شرح کفعمی
- شرح شیخ بهائی (بنام حدائق الصالحین)
- شرح فارسی ملا محمد هادی مترجم مازندرانی
- شرح میرداماد (بنام الفوائد)
- شرح محمد باقر مجلسی
- شرح علامه سید علی حسینی مدنی (معروف به سید علی خان) (بنام ریاض السالکین)
- شرح صحیفه لاهیجی اثر قطب الدین شریف لاهیجی

## توجه علمای اهل سنت به صحیفه
در سال ۱۳۵۳ هـ.ق. آیت الله مرعشی نجفی (از مراجع تقلید شیعه) نسخه‌ای از صحیفه سجادیه را برای علّامه جوهری طنطاوی (دانشمند اهل سنت و مفتی اسکندریه و مؤلف تفسیر معروف «الجواهر فی تفسیر القرآن») به قاهره فرستاد. وی پس از دریافت و تشکر از چنان هدیه‌ای گرانبها و ستایش فراوان در پاسخ نوشت:
نامه گرامی، مدتی پیش به ضمیمه کتاب صحیفه از سخنان امام زاهد اسلام، علی زین العابدین بن امام حسین شهید (ع) ریحانه مصطفی (ص) رسید. کتاب را با دست تکریم گرفتم و آن را کتابی یگانه یافتم که مشتمل بر علوم و معارف و حکمت‌هایی است که در غیر آن یافت نمی‌شود. به راستی که این از بدبختی ماست که تا کنون بر این اثر گرانبهای جاوید که از میراث‌های نبوّت و اهل بیت است، دست نیافته بودیم، من هر چه در آن مطالعه و دقّت می‌کنم، آن را از گفتار مخلوق برتر و از کلام خالق پایین‌تر می‌یابم. راستی چه کتاب کریمی است! خدای شما را در برابر این پیشکش عالی، بهترین پاداش را ببخشد و به نشر علم و هدایت موفّق و مؤیّد بدارد. دیگر آنکه آیا کسی از علمای اسلام این کتاب را شرح کرده‌است؟ و آیا چیزی از آن شروح نزد شما یافت می‌شود یا نه؟
آیه الله مرعشی در پاسخ به نامهٔ علامه طنطاوی تعدادی از شروح صحیفهٔ سجادیه را نام برده و به همراه آن کتاب «ریاض السالکین» و برخی کتب دیگر را برای وی ارسال می‌دارد که این بار نیز علامه طنطاوی از این نامه خوشحال شده، می‌نویسد:
نامه شریف به ضمیمه کتاب «ریاض السّالکین» در شرح صحیفه امام زین العابدین علی بن الحسین السِّبط، و کتابهای دیگر، که در باب خود از کتب بی نظیر بود رسید، و من آن را به دانشمند فاضل سید محمّد حسن أعظمی هندی منشی کلّ جماعت اخوت اسلامی تسلیم کردم و او آن را به عنوان هدیه شما به من و هدیه من به جمعیت، در کتابخانه جمعیّت گذاشته، تا نفعش دائمتر و شاملتر و عمومی‌تر باشد؛ و من به حول و قوّه خدای تعالی آماده و مجهّزم که انشاء الله شرحی بر این صحیفه گرامی بنویسم.
البته در گذشته این کتاب توسط دانشمندان دیگر اهل سنت که به آن دست یافته‌اند هم مورد توجه و استفاده واقع شده‌است: ابن جوزی در خصائص الائمه، ابن ابی‌الحدید در شرح نهج‌البلاغه، و حافظ سلیمان بن ابراهیم القندوزی در ینابیع المودة از صحیفه سجادیه نام برده، بخش‌هایی از دعاهای آن را نقل نموده‌اند. شیخ سبط بن جوزی پس از مطالعه و دقت نظر در صحیفه سجادیه می‌نویسد:
اگر زین العابدین و صحیفه او نبود، مسلمانان راه و روش مخاطبه با خدا و مکالمه و رازگویی با او را در مقام عرض حاجت به بارگاه ربوبی نمی‌دانستند، و او بود که شیوه گفتگو با آفریدگار بزرگ و شکوه بردن در سختی‌ها و گرفتاری‌ها به پیشگاه او را به ما آدمیان آموخت. «بنابراین، او نسبت به مردم تا روز رستاخیز، حق آموختن و آگاهاندن را دارد.»

## منابع

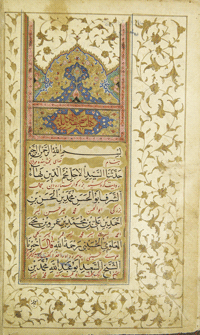
برگی از صحیفه سجادیه